# Kantonsschule Zürcher Unterland
Die Kantonsschule Zürcher Unterland (KZU) ist eine Kantonsschule (Gymnasium) in Bülach im Kanton Zürich in der Schweiz. Sie wurde am 15. Mai 1972 eröffnet.

## Geschichte
Am 6. Juni 1971 genehmigte der Souverän des Kantons Zürich per Volksabstimmung die Kreditvorlagen für die Kantonsschulen Oerlikon und Bülach. Am 14. Oktober 1971 beschloss der Regierungsrat unter der Bezeichnung «Provisorische Kantonsschulabteilung Bülach», dass die Abteilung Bülach eine neue und selbständige Kantonsschule werden sollte. Die Kantonsschulabteilung Oerlikon übernahm den grössten Teil der nötigen Vorarbeiten, bis ein Rektor gewählt war.

## Aufnahme
An der Kantonsschule Zürcher Unterland werden Schüler aus der 6. Primarklasse sowie aus der 2. oder 3. Sekundarstufe mit einer Aufnahmeprüfung angenommen. Schüler der 6. Primarschule legen eine Prüfung in Mathematik und Deutsch ab. Die Schüler der Sekundarstufe werden auch in Mathematik und Deutsch geprüft.
Der Durchschnitt der Prüfungsergebnisse muss zusammen mit dem letzten Zeugnisschnitt (Erfahrungsnote/Vornote) mindestens 4.75 betragen, um an der KZU aufgenommen zu werden. Ohne vorhandene Erfahrungsnote (z. B. Schüler einer Privatschule) muss an der Prüfung ein Schnitt von mindestens 4.50 erreicht werden.

## Unterricht
Die Schüler werden in Sprachen, Naturwissenschaft, Mathematik, Geschichte, Geografie, Informatik, Wirtschaft und Recht und Sport unterrichtet. Nach zwei Jahren wählt der Schüler ein Profil und kann sich so in eine Richtung vertiefen. An der Schule werden Englisch, Französisch, Latein, Deutsch, Russisch, Italienisch, Spanisch, Rätoromanisch und bei Bedarf Altgriechische Sprache unterrichtet.
- Beim Altsprachlichen Profil wird Latein I unterrichtet. Dieses Profil können die Schülern aus der Sekundarschule nicht wählen, weil ihnen das Basiswissen fehlt.
- Beim Neusprachlichen Profil werden Englisch und Französisch und zusätzlich Spanisch oder Italienisch gelehrt.
- Im Mathematisch-Naturwissenschaftlichen Profil wird Französisch und Englisch unterrichtet. Die Fächer Mathematik und Physik werden stärker.
- Beim Wirtschaftlich-Rechtlichen Profil bilden Wirtschaft und Recht den Schwerpunkt. Französisch und Englisch ist obligatorisch. Ebenso wird, je nach Semester, Physik, Chemie und Biologie unterrichtet.
- Das Musische Profil legt den Schwerpunkt auf die Fächer «Bildnerisches Gestalten» und Musik, die stärker bewertet werden. Die Schüler müssen einmal in der Woche in den Instrumentalunterricht. Diese Note fliesst in die Gesamtbewertung mit ein.

## Campus
Die Kantonsschule besteht aus drei Gebäuden: Schulzimmergebäude, Aula & Mensa und Sporthalle.

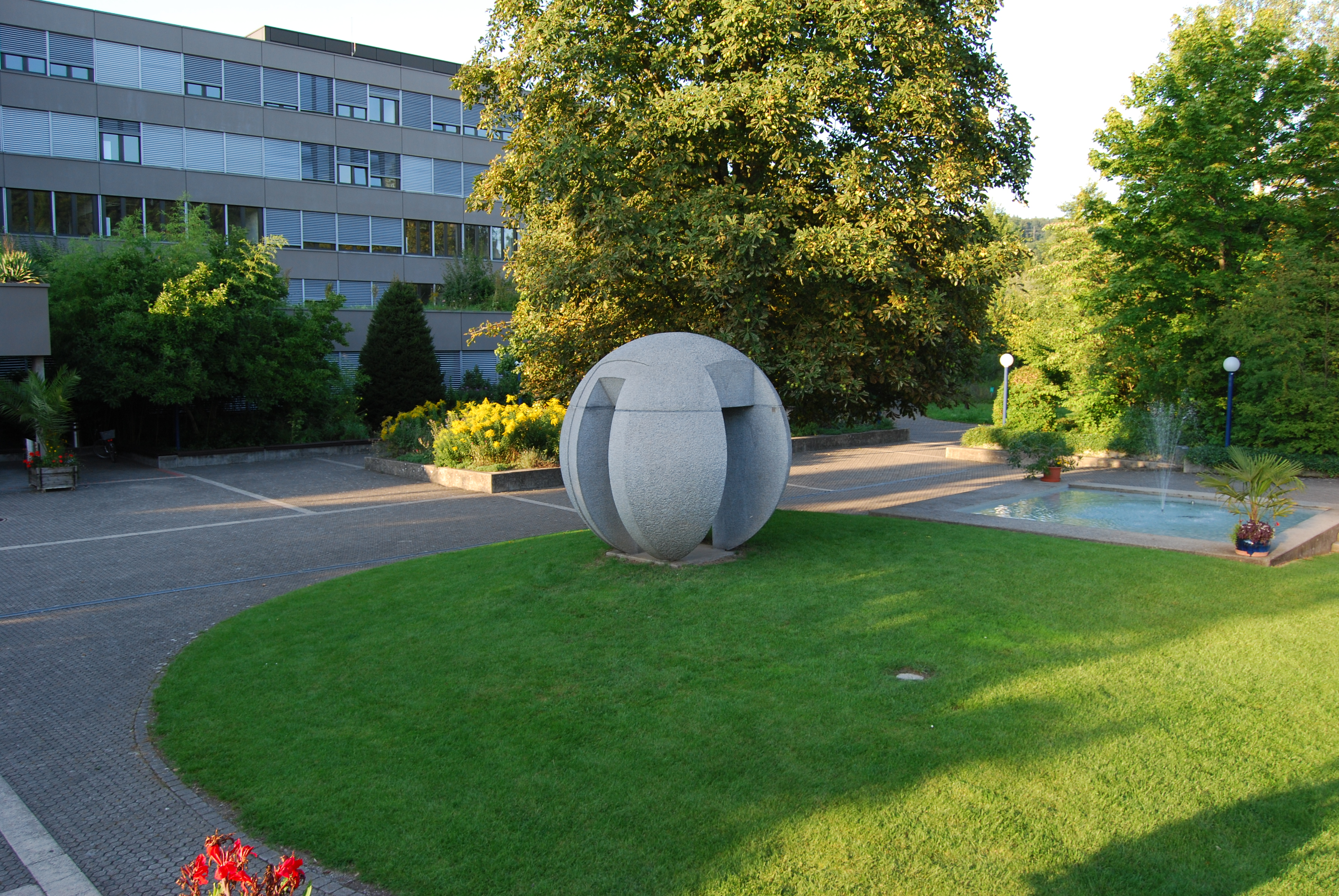
«Durchschritt» von Annemie Fontana

- Im Schulzimmergebäude sind in den oberen Etagen sämtliche Schulzimmer untergebracht mit der Ausnahme der Räume für den Instrumentalunterricht. Im ersten Stock ist das Sekretariat, die Lehrerzimmer, die Zimmer des Rektors und der Prorektoren, die Mehrzweckräume, sowie die Mediothek untergebracht. Im Erdgeschoss sind die naturwissenschaftlichen Zimmer und die Geografiezimmer. Die Werkstätten und das Fotostudio wurden im Untergeschoss untergebracht.
- Die Aula und Mensa ist ein einstöckiges Gebäude. Sie gehört dem SV Mensa-Verband.
- Die Sporthalle besteht aus vier Einzelhallen, einem Fitnessraum und einer Aussenanlage.

## Diverses
Auf einem Rasenhügel steht die kugelförmige Skulptur «Durchschritt» von Annemie Fontana, die in den Jahren 1980 bis 1983 errichtet wurde.